# Facultad de Arquitectura, Urbanismo y Artes (Universidad Nacional de Ingeniería, Perú)
La Facultad de Arquitectura, Urbanismo y Artes (FAUA) es una de las once facultades de la Universidad Nacional de Ingeniería de Lima, Perú. Fundada en 1910 como la Sección Especial de Arquitectos Constructores, marcó el inicio de la formación profesional en arquitectura en el Perú y desempeñó posteriormente un importante rol en la difusión del movimiento moderno. Por un lapso de 50 años fue la única escuela profesional de arquitectura en tal país. A nivel de pregrado la facultad contó con una sola escuela profesional –Arquitectura– durante 113 años, luego, desde 1984 cuenta con una unidad de posgrado en donde se imparten cinco especialidades de maestría, y en noviembre del 2023, se aprobó la creación de la escuela profesional de urbanismo, dando inicio a la carrera del mismo nombre. 
A partir del año 2011 cuenta con el primer Laboratorio de Fabricación Digital para Latinoamérica de la red del Centro de Átomos y Bits del MIT Media Lab, y desde el 2012 su calidad académica está acreditada internacionalmente por el Royal Institute of British Architects (RIBA). En 2019 su población docente fue de 142 profesores mientras que los estudiantes alcanzaron un total de 867 alumnos de pregrado y 62 de posgrado.

## Historia
| Período   | Jefe                        |
| --------- | --------------------------- |
| 1911-1930 | Ricardo de Jaxa Malachowski |
| 1930-1942 | Enrique Bianchi             |
| 1942-1946 | Rafael Marquina y Bueno     |

| Período   | Jefe                    |
| --------- | ----------------------- |
| 1946-1951 | Rafael Marquina y Bueno |
| 1951-1955 | Fernando Belaúnde Terry |

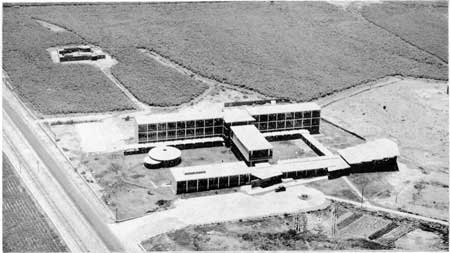
Edificio de la facultad diseñado en la década de 1950 por el arquitecto italiano Mario Bianco.

Los orígenes de la actual facultad se remontan a los inicios de la enseñanza de la arquitectura en Perú desde 1868, impartida por primera vez como curso de arquitectura en la Facultad de Ciencias de la Universidad Nacional Mayor de San Marcos por el ingeniero Teodoro Elmore. Posteriormente, desde la fundación de la Escuela de Ingenieros (Universidad Nacional de Ingeniería) en 1876 hasta 1910, se consideró la enseñanza de arquitectura bajo la instrucción del mismo ingeniero.
El 30 de abril de 1910, en el gobierno de Augusto B. Leguía, se crea la Sección de Arquitectos Constructores, contratándose en el año 1911 al arquitecto Ricardo de Jaxa Malachowski, de origen polaco y estudios en la Escuela de Bellas Artes de París, para que se haga cargo de la sección con un primer plan de estudios integral. En su etapa inicial, los cursos de ciencias y construcción tenían mayor importancia en el plan de estudios que los cursos de proyecto y artes; sin embargo, con el paso del tiempo se haría sentir la influencia de la metodología de Bellas Artes. Entre 1930 y 1933 se registró un cambio en el plan de estudios cuya finalidad fue intensificar el estudio de la arquitectura con cursos de aplicación para lograr un equilibrio entre los estudios técnicos y artísticos. En esa década se incorporan como profesores a la naciente facultad al arquitecto Rafael Marquina y Bueno, formado en la Universidad Cornell y al arquitecto Héctor Velarde Bergmann, formado en la Escuela de Bellas Artes de París.
Sobre esta inicial facultad también se gestó la creación de la Sociedad Peruana de Arquitectos, actual Colegio de Arquitectos del Perú, fundada el 6 de noviembre de 1937.
En 1946, como resultado de una reorganización en la Escuela Nacional de Ingenieros, la Sección de Arquitectos Constructores dio lugar al Departamento de Arquitectura. Dicha reforma también se hizo sentir en el ámbito académico, donde las ideas de la arquitectura moderna se afianzaron, dejando atrás al enfoque clásico. Con la reforma ingresaron como profesores de la facultad el arquitecto Paul Linder, formado en la Escuela de la Bauhaus, el arquitecto Fernando Belaúnde Terry, formado en la Universidad de Texas en Austin, y por primera vez, graduados de la sección de arquitectos constructores, Emilio Harth Terré y Luis Miró Quesada Garland.
La construcción de su actual edificación empezó en 1951 gracias a la participación del Estado, la empresa privada, profesores y alumnos. El edificio fue uno de los primeros en ser construidos en el actual campus de la Universidad Nacional de Ingeniería. El diseño arquitectónico fue realizado por el arquitecto italiano Mario Bianco. Su ejecución fue un esfuerzo conjunto liderado por el arquitecto Fernando Belaúnde, en ese entonces jefe del Departamento. El resultado fue uno de los mejores ejemplos de arquitectura moderna en el Perú. Con todo ello, el cambio de visión en los estudios estuvo complementado con las visitas de distintos arquitectos extranjeros entre quienes se contó a Walter Gropius y Josep Lluís Sert en 1953.
En 1955, con la transformación de la Escuela de Ingenieros en Universidad Nacional de Ingeniería, el Departamento de Arquitectura quedó convertido en Facultad.
En 1968 una reforma gubernamental suprimió las facultades y creó los programas académicos, transformándose la facultad en Programa Académico de Arquitectura.
En 1984 a través de una nueva Ley Universitaria retorna el sistema facultativo. En esos años, bajo la decanatura de Javier Sota Nadal se realizan nuevas reformas a la estructura curricular. Asimismo, se creó la Sección de Posgrado y Segunda Especialización (SPGSE-FAUA), actual Unidad de Post Grado (UPG-FAUA), iniciándose la primera Maestría con especialización en Planificación Urbano Regional como legado del Instituto de Planeamiento de Lima y posteriormente la Maestría con especialización en Arquitectura, Historia, Teoría y Crítica.
En 1995, en la decanatura del arquitecto Eduardo Chullén, se implementa el primer Laboratorio de Diseño Asistido por Computador, el Centro de Cómputo de la Facultad. Asimismo, se inicia la incorporación de los cursos CAD en la estructura curricular.
A partir de la década del 2000, gracias a la Alianza Estratégica entre las Universidad Nacional de Ingeniería, Universidad Nacional Mayor de San Marcos y Universidad Nacional Agraria La Molina, la facultad inicia un incremento de su internacionalización hacia Europa por parte de sus egresados. Asimismo, de modo extra-curricular se impulsa por parte de los estudiantes con apoyo del Centro de Estudiantes de Arquitectura y autoridades la participación a los Encuentros Latinoamericanos de Estudiantes de Arquitectura fuera del país. Iniciándose del mismo modo, a partir de la segunda mitad de la década, la búsqueda y preparación para la acreditación internacional.
Posteriormente, en la decanatura del arquitecto Luis Delgado Galimberti, desde el año 2011, la facultad cuenta con el primer Laboratorio de Fabricación Digital para Latinoamérica de la red del Centro de Átomos y Bits del MIT Media Lab, y desde el 2012 la calidad académica se acredita internacionalmente por el Royal Institute of British Architects (RIBA).
Recientemente, bajo la decanatura de la arquitecta Gladys Vásquez Prada, en noviembre del año 2023, el consejo universitario aprueba por unanimidad la creación de la escuela profesional de urbanismo para la facultad, dando inicio a la carrera del mismo nombre. 

## Administración
| Período   | Decano                     |
| --------- | -------------------------- |
| 1955-1961 | Fernando Belaúnde Terry    |
| 1961-1963 | Santiago Agurto Calvo      |
| 1963-1965 | Luis Miró Quesada Garland  |
| 1965-1968 | Adolfo Córdova Valdivia    |
| 1968-1970 | Julio Arce Arisnabarreta   |
| 1970-1977 | Carlos Williams León       |
| 1977-1984 | Víctor Smirnoff Bracamonte |
| 1984-1989 | Javier Sota Nadal          |
| 1989-1990 | José García Bryce          |
| 1990-1993 | José Bentín Diez Canseco   |
| 1993-1997 | Eduardo Chullén Dejo       |
| 1997-2003 | Luis Cabello Ortega        |
| 2003-2006 | Raúl Flórez García-Rada    |
| 2006-2009 | Luis Soldevilla del Prado  |
| 2009-2012 | Luis Delgado Galimberti    |
| 2012-2015 | Luis Cabello Ortega        |
| 2015-2019 | José Beingolea del Carpio  |
| 2019-2021 | Shirley Chilet Cama        |
| 2022-2023 | Gladys Vásquez Prada       |
| 2024-2027 | Rosario Pacheco Acero      |

- Consejo de Facultad: El Consejo de Facultad es el órgano de gobierno, dirección, promoción y ejecución de la Facultad. Está conformado por el decano, doce representantes docentes, seis representantes estudiantes, un representante graduado en calidad de supernumerario y el secretario.

- Decanato: El Decanato está representado por el decano, quien es el representante legal de la Facultad y quien preside el Consejo de Facultad. El Decano es elegido por el Consejo de Facultad para un período de tres años con la opción de poder ser reelegido por una sola vez para el período inmediato siguiente. La Secretaría trabaja estrechamente con el Decanato y vela por el funcionamiento del apoyo administrativo y el apoyo académico en la Facultad.

- Escuela Profesional de Arquitectura: Dirección encargada de la gestión académica de los estudios de pregrado en Arquitectura. Asimismo, bajo esta dirección se tienen las jefaturas de áreas académicas (Diseño Arquitectónico, Urbanismo, Historia, Tecnología y Construcción, Ciencias Básicas, Expresión Gráfica y Artes Aplicadas).

- Unidad de Postgrado: La Unidad de Post Grado de la FAUA (UPG-FAUA) se constituye como el legado dejado por el Instituto de Planeamiento de Lima, pero de trascendencia global. Único recinto universitario especializado en el desarrollo de temas sobre arquitectura, historia, teoría y crítica; planificación y gestión de la vivienda; conservación del patrimonio edificado; planificación y gestión urbano regional; así como de renovación urbana; a fin de generar en la actual coyuntura profesionales especializados capaces de asumir los nuevos retos de la realidad.

## Estudios

### Admisión

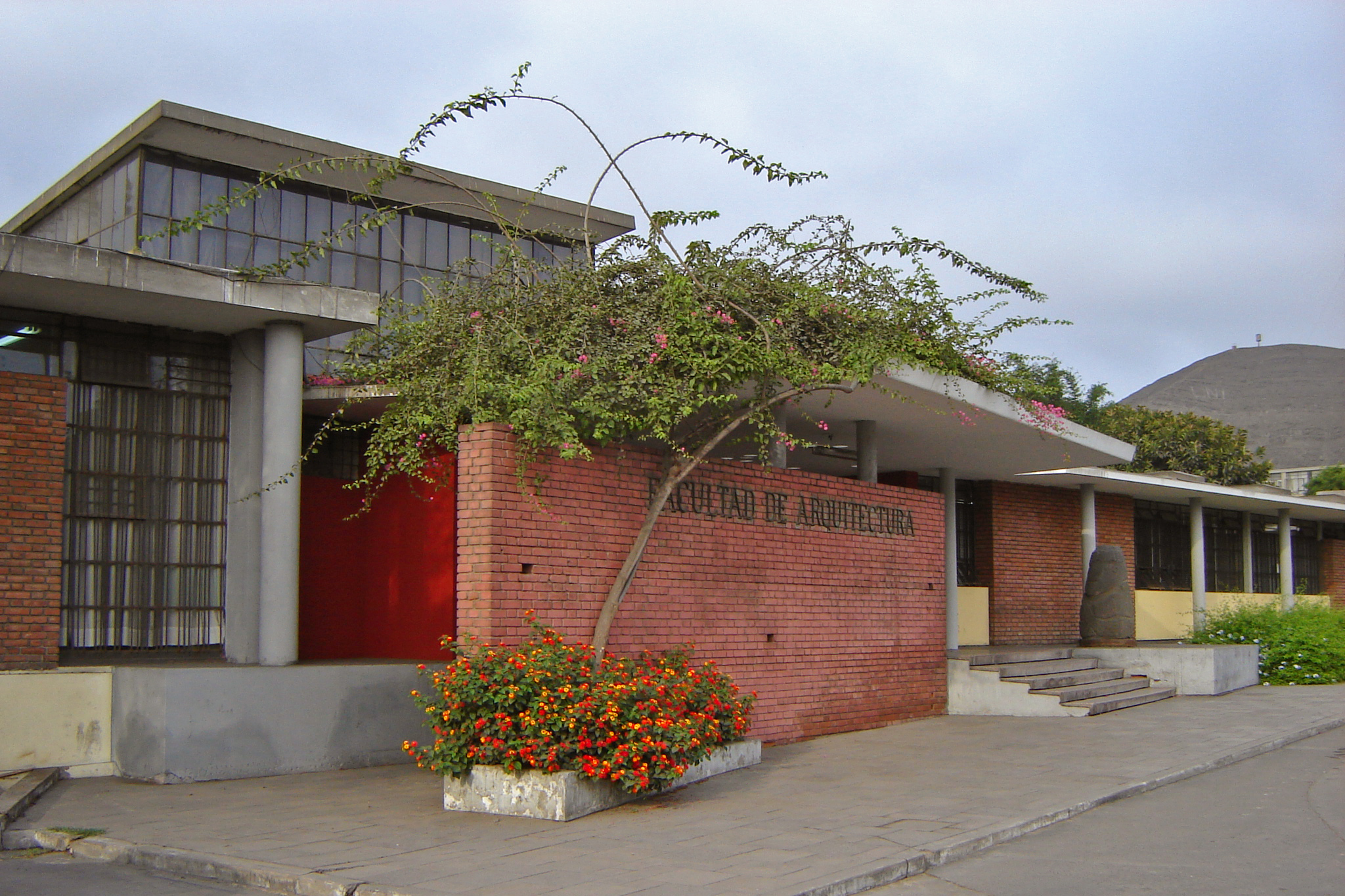
Fachada principal del edificio de la facultad.

El proceso de admisión para los egresados de estudios secundarios consiste en el habitual examen de la Universidad Nacional de Ingeniería tomado en tres fechas, más un examen vocacional, creado a inicios de la década de 1950 por el arquitecto Paul Linder, cuyo fin es sugerir el ingreso de aquellos con disposición para el aprendizaje de la arquitectura; este examen fue tomado por primera vez en 1952. La Facultad admite un máximo de 48 alumnos por cada semestre.

### Currícula
Las asignaturas del plan de estudios de arquitectura se agrupan en áreas académicas, cada cual contiene asignaturas relacionadas con una misma especialidad. Las áreas académicas son Diseño Arquitectónico, Urbanismo, Tecnología y Construcción, Ciencias Básicas, Historia, Expresión Gráfica y Artes Aplicadas. La carrera consta de 10 ciclos académicos divididos en tres niveles: básico, formativo y profesional. Al completar el currículum el estudiante recibe automáticamente el grado de Bachiller en Ciencias (BSc) con mención en Arquitectura. El título profesional de Arquitecto se otorga después de presentar, sustentar y aprobar la tesis consistente en un trabajo de investigación y un proyecto arquitectónico.

### Estudiantes

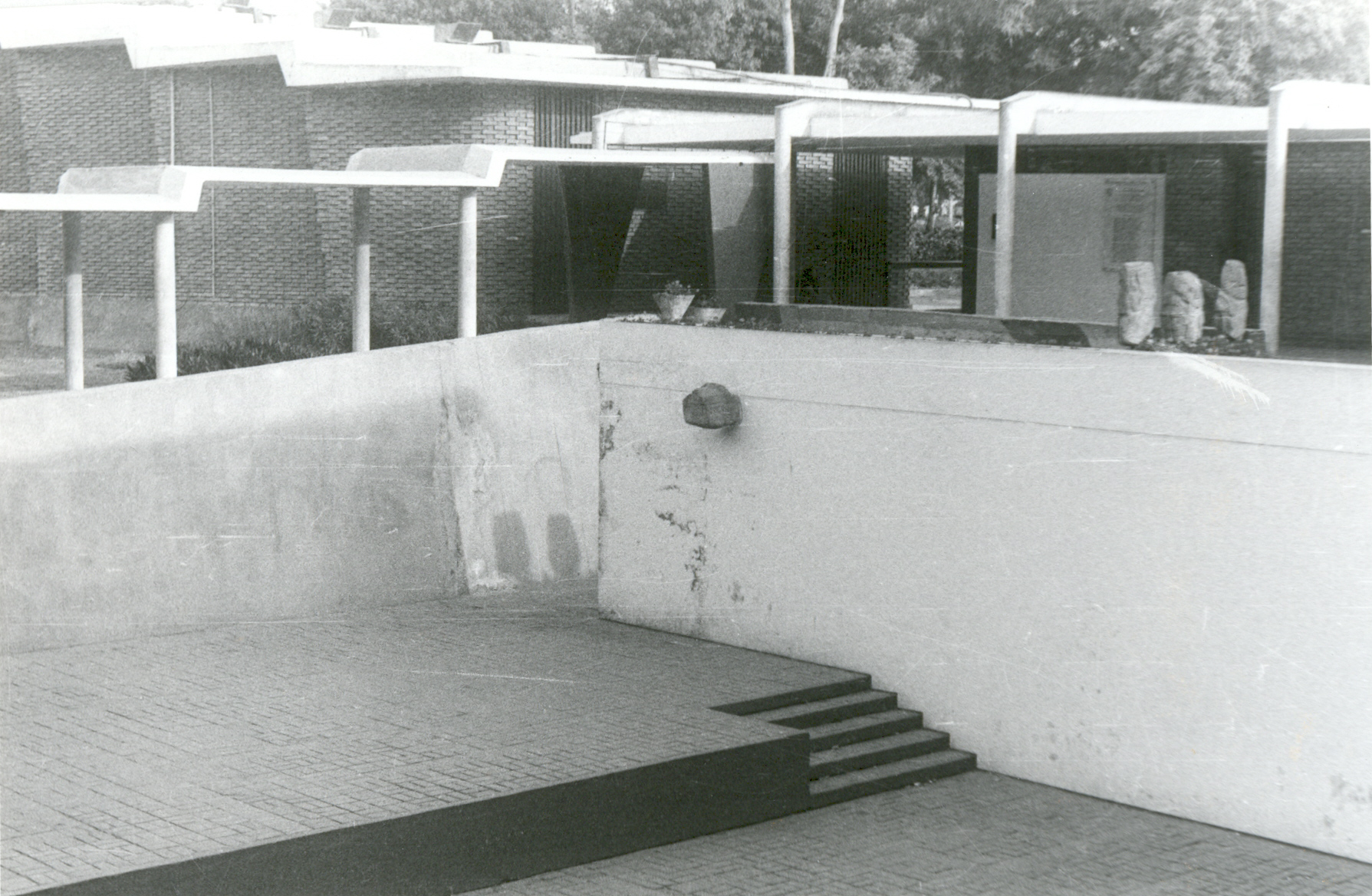
Vista del patio hundido de la facultad.

Los estudiantes de la facultad son quienes han cumplido con los requisitos de admisión y matrícula de la universidad, pueden ser regulares o irregulares según el tipo de matrícula y el régimen de estudios. Los estudiantes regulares siguen un currículum que dura diez semestres académicos, involucrándose casi a tiempo completo con las áreas académicas y actividades extracurriculares relacionadas. Internamente se representan con el Tercio de Estudiantes de Arquitectura (ante Consejo de Facultad) y con el Centro de Estudiantes de Arquitectura (ante los propios Estudiantes). 
El Tercio de Estudiantes está constituido por seis estudiantes que representan a los alumnos ante el Consejo de Facultad en la toma de decisiones, mientras que el Centro de Estudiantes es un órgano representativo de los estudiantes en la Facultad encargado de la organización de actividades extracurriculares, entre otras. Externamente los alumnos se representan con la Coordinación Nacional de Estudiantes de Arquitectura, a través del centro de estudiantes; y con las agrupaciones independientes de estudiantes. La Coordinación Nacional de Estudiantes de Arquitectura es la encargada de velar por la organización y participación de los estudiantes en eventos nacionales e internacionales, como el Congreso Nacional de Estudiantes de Arquitectura y el Encuentro Latinoamericano de Estudiantes de Arquitectura. Los estudiantes de esta facultad establecieron el Congreso Nacional de Estudiantes de Arquitectura del Perú, participando anualmente durante la segunda semana del mes de agosto. 
Asimismo, los estudiantes han sido promotores de importantes agrupaciones, entre estudiantes y profesores, formadas desde la facultad a lo largo de las décadas, en donde se pueden señalar como ejemplos a la Agrupación Espacio, fundada en 1947, que propugnó la enseñanza y aplicación de la arquitectura moderna, así como posteriormente a otras agrupaciones que han promovido la visión de arquitectura popular, la visión de arquitectura social, la visión de arquitectura posmoderna, o recientemente la visión de arquitectura sustentable o la visión de arquitectura de reciclaje.

### Grados académicos
Pregrado
- BSc A  - Bachiller en Ciencias con mención en Arquitectura
- BSc U  - Bachiller en Ciencias con mención en Urbanismo

Postgrado
- MSc TA - Maestro en Ciencias con mención en Historia, Teoría y Crítica de la Arquitectura
- MSc PU - Maestro en Ciencias con mención en Planificación y Gestión Urbano Regional
- MSc PE - Maestro en Ciencias con mención en Conservación del Patrimonio Edificado
- MSc AV - Maestro en Ciencias con mención en Arquitectura y Vivienda
- MSc RU - Maestro en Ciencias con mención en Renovación Urbana

## Infraestructura y servicios

### Auditorio Fernando Belaúnde Terry
El auditorio nace como parte de la sede principal de la Facultad, construida el año (1951), fue diseñada por el arquitecto italiano Mario Bianco, por encargo del arquitecto Belaúnde Terry. Luego de su restauración y modernización a fines de la década de 1990, es considerado el más moderno de la UNI, con capacidad para 300 personas, con instalaciones de audio y video en el que se han realizado y realizan todo tipo de eventos académicos y culturales, resaltado por su funcional diseño y emplazamiento.
El 5 y 7 de septiembre de 1967, tuvo lugar el diálogo entre Mario Vargas Llosa y Gabriel García Márquez, grandes exponentes del boom literario latinoamericano contemporáneo. El título de la conversación fue La novela en América Latina. Diálogo, considerando como base la reciente publicación de Cien años de soledad, hablaron de los temas y formas de la escritura, el misterio de la creación, la identidad y el compromiso del literato latinoamericano.

### Biblioteca Luis Miró Quesada Garland
Debido a su nacimiento junto con la facultad, es considerada como la más antigua e importante colección bibliográfica de la especialidad en el Perú. Además de albergar libros y revistas académicas, cuenta con todas las tesis realizadas por los graduados de la Facultad, así como una planoteca donde se pueden encontrar desde proyectos arquitectónicos hasta cartas geográficas. Luego de la construcción de la edificación de la facultad a principios de la década de 1950, la biblioteca funcionó en la parte superior central de la facultad. Posteriormente se realiza una nueva edificación frente a la edificación de la facultad, en donde se traslada la biblioteca en la torre de 7 pisos. 
Según el inventario realizado a mediados del 2017, el patrimonio bibliográfico se contabilizó en 14,920 libros, 4,461 revistas, 667 tesis de título profesional, 649 tesis de grado de bachiller, 560 tesis de maestría, 657 informes de arquitectura, 603 informes de suficiencia, 240 trabajos de investigación, 978 planos de proyectos con 424 memorias descriptivas, 1429 folletos y 545 referencias.

### Centro de Cómputo
El Centro de Cómputo de la Facultad de Arquitectura, Urbanismo y Artes (CCFAUA) se implementa en el año 1995. Surge en el contexto de adopción de Sistemas de Información Gerencial en el rubro de Diseño Asistido por Computador (CAD - Computer Assisted Design) para beneficio directo del área de Expresión Gráfica. Se inició enseñando programas de modelado en 2D como los de la familia Autodesk, así como de diseño gráfico como Adobe y Corel. Posteriormente se aplicaron, para el modelado en 3D, programas de la familia Graphisoft, SketchUp, Rhinoceros 3D y Revit; así como motores de renderizado como V-Ray o Lumion; y para animaciones programas como 3D Studio Max, LightWave entre otros, buscando la consolidación del Modelado de información de construcción (BIM - Building Information Management). En la actualidad es común el empleo en paralelo del software libre como Linux y a su vez la exploración de programación asistida para simulaciones y modelados evolutivos. El Centro de Computo ha extendido sus aplicaciones en beneficio de otras áreas académicas; urbanismo con el uso del Sistema de Información Geográfica (GIS - Geographic Information Systems); historia con las proyecciones y reconstrucciones aplicados para fines de diagnóstico, restauración y conservación del patrimonio; tecnología ambiental, estructural y de la construcción con el empleo de programas especializados.

### Laboratorio de fabricación digital
Es el primer laboratorio de fabricación digital de Latinoamérica, fundado en el 2011, realizándose ese mismo año el FAB7 (Congreso Mundial de FabLabs) en Perú. Si bien el laboratorio fue fundado con el esfuerzo de muchas personas y profesionales cercanos a la universidad, cabe destacar la participación en la fundación del FabLab-UNI al arquitecto Benito Juárez, graduado de la UNI, y al diseñador industrial Víctor Freund, graduado de la PUCP, quienes trajeron el know-how del Centro de Átomos y Bits del MIT Media Lab a través del Instituto de Arquitectura Avanzada de Cataluña (IAAC) de Barcelona. El FabLab-UNI  bajo la visión de sus fundadores busca la democratización del conocimiento y realización de actividades que generen un impacto en la sociedad. Para ello brinda programas de pasantías como el X-training y el Fablab Hackspace en la búsqueda de talento comprometido con el desarrollo de su comunidad, transmitiendo y usando el conocimiento de innovación tangible.

## Investigación
Una de las principales fortalezas de la FAUA, es contar (dentro de la malla curricular, y como curso obligatorio) con los talleres de Investigación en 4 áreas: Arquitectura,
Historia, Urbanismo y Tecnología y Construcción. En dichos talleres se realizan investigación en dos ciclos académicos, que permiten obtener un producto detallado y con fines de publicación. Asimismo, en la Unidad de Postgrado, para obtener el grado, el desarrollo de investigaciones y su disertación es una obligatoriedad, contando con trabajos de investigación para potenciales publicaciones. 
Adicional a ello, la FAUA cuenta con un Instituto de Investigación principal e Institutos especializados como el Instituto de Conservación del Patrimonio Víctor Pimentel Gurmendi dirigido por Dr. Arq. José Carlos Hayakawa Casas, el Instituto de Movilidad dirigido por el Dr. Arq. César Lama More y el Instituto de Construcción y Hábitat dirigido por la Ing. Raquel Barrionuevo.

### Instituto de Investigación
El Instituto de Investigación de la Facultad de Arquitectura, Urbanismo y Artes de la Universidad de Ingeniería (INI-FAUA) es una unidad de ejecución y coordinación del trabajo científico y de investigación universitaria, acorde con temas relacionados con la arquitectura, la planificación urbana y regional, el patrimonio y la historia y la tecnología de edificación y a las diferentes líneas de investigación priorizadas, agrupando intedisciplinariamente a especialistas, investigadores, profesores y estudiantes en la solución de diversos problemas de la sociedad, alentando la utilización del pensamiento y método científico. Asimismo, se busca la promoción de la investigación entre todos los interesados de la facultad apoyando el desarrollo de trabajos de investigación y su publicación.
Hasta la actualidad, se han venido desarrollando cuatro líneas de investigación involucrando tópicos propios de cada línea, considerando que provienen del OGI -antes Instituto General de investigación (IGI)- y su relación con CONCYTEC. Una línea es la Tecnología, donde se tiene los tópicos de Ciencias de los materiales; Tecnologías de información y telecomunicaciones; Ciencias de la tierra y ambiente; Energía; Biotecnología; Ciencias; Estructuras; Tecnología de la construcción y; Confort ambiental. Otra línea es la Arquitectura y diseño integral, donde se tienen los tópicos de Teoría y crítica de la arquitectura, Diseño, composición y metodologías; Vivienda; Tipologías edilicias; Arquitectura y medio ambiente. Además, otra línea es el Urbanismo y desarrollo territorial, en donde se tienen los tópicos de Ciudades sostenibles; Asentamientos humanos; Teoría y crítica del urbanismo; Planificación urbana y regional; Diseño urbano; Territorio, ciudad y medio paisajístico. Finalmente, también se cuenta con la línea de Historia y patrimonio, donde se tienen los tópicos de Patrimonio, restauración, conservación y desarrollo, Historia de la arquitectura, Historia de la ciudad y el urbanismo.
Considerando algunos ejemplos, entre los libros más destacados publicados bajo su patrocinio se encuentran las publicaciones sobre arquitectura virreinal peruana realizadas por el RP Dr. Antonio San Cristóbal Sebastián, así como las publicaciones sobre planificación urbana del Prof Mg.PU. Percy C. Acuña Vigil y urbanismo del Prof. Dr. Wiley Ludeña Urquizo.

### Revistas de investigación especializada
Al 2018, parte de la producción académica FAUA se consolida con cuatro revistas de investigación especializada:
- Ciudad & Arquitectura. Revista de investigaciones en ciudad y arquitectura.
- WASI. Revista de estudios sobre vivienda.
- EST. Revista de estudios sobre espacio, sociedad y territorio.
- Devenir. Revista de estudios sobre patrimonio edificado.

### Grupos de investigación
Al 2018, existen seis grupos de investigación inscritos en el Vicerrectorado de Investigación de la Universidad Nacional de Ingeniería, liderados por docentes FAUA en los siguientes rubros:
- Ciencias Básicas y Sociales:
  - Urbanismo y Territorio.
  - Investigaciones en Vivienda Social.
  - Arquitectura Sostenible.
  - Patrimonio Cultural (Yuyai).
- TICs y Telecomunicación:
  - Diseño y Fabricación Digital (COSMOS).
  - Diseño Digital.

## Internacionalización

### Curricular
La Oficina de Internacionalización de la FAUA UNI, es la encargada de informar y apoyar a los estudiantes de la Facultad de Arquitectura, Urbanismo y Artes para intercambios académicos con universidades extranjeras dentro del marco legal vigente promovido por la Oficina General de Cooperación Internacional y Convenios (OCCIC) de la UNI. De los más de 150 convenios, los más resaltantes con la facultad actualmente son con la Universidad Politécnica de Cataluña, la Universidad Politécnica de Madrid, la Universidad Ramon Llull-LaSalle de Barcelona, la Universidad Politécnica de Milano en Italia, la Université Laval de Canadá, la Academia Estatal de Construcción y Arquitectura de Ucrania, entre otras.
Además, desde el 2002, a través de la UNI, la FAUA forma parte de la Alianza Estratégica, red que integra a la Universidad Nacional de Ingeniería, Universidad Mayor de San Marcos y Universidad Agraria La Molina, para el desarrollo de estancias universitarias, postgrados y doctorados con escuelas de Francia, Italia, Alemania y España. A razón de ello, muchos graduados de la FAUA han realizado diversos postgrados en estos países mencionados.
Asimismo, desde 2012, luego de la acreditación internacional RIBA, la FAUA cuenta con el potencial de intercambios internacionales con 56 escuelas de arquitectura del Reino Unido y 49 escuelas de arquitectura del resto del mundo. Solo como ejemplo, considerando Iberoamerica, gracias a RIBA, los estudiantes y profesores de la FAUA pueden relacionarse para realizar estancias académicas o de investigación con escuelas de arquitectura de los países de Argentina, Chile, Colombia y España. Asimismo, este tipo de beneficios, permite el invitar a profesores y estudiantes de las escuelas de arquitectura acreditadas internacionalmente para que realicen sus estancias académicas y de investigación, así como contar con profesores internacionales que dicten en las aulas de la FAUA.

### Extracurricular
De modo extra-curricular algunos estudiantes participan de la internacionalización latinoamericana a través de los Encuentros Latinoamericanos de Estudiantes de Arquitectura (ELEA). Estos se dividen en ELEA norte (fundado en 1983) y ELEA sur (fundado en 1990). Cada ELEA, tiene un tema principal, realizando talleres en donde se proponen soluciones a problemas del país sede. Se realizan conferencia por especialistas y arquitectos, y se efectúan actividades para unir a las delegaciones. Cada ELEA posee un comité organizador y una Coordinadora Latinoamericana de Estudiantes de Arquitectura (CLEA) que coordina el ELEA norte y una Comunidad Latinoamericana de Estudiantes de Arquitectura (CoLEA) que trabaja con ELEA sur. Perú tiene el privilegio de ser miembro de ambas organizaciones, siendo estudiantes de la FAUA promotores de la integración. Asimismo, se han contado con estudiantes de la FAUA-UNI que han logrado ser representantes CLEA y CoLEA, fomentando la movilización de más estudiantes a estos eventos. Además, a través de la CLEA, aparte de contar con los ELEA, también se ha fomentado la participación a los Talleres Sociales Latinoamericanos (TSL). Y a través del CoLEA, desde 2016, también se ha fomentado la participación a los Congresos de Iniciación Científica en Arquitectura y Urbanismo (CICAU).
Por otro lado, algunos estudiantes también participan de la internacionalización continental a través de los European Architecture Students Assembly (EASA). Donde los estudiantes pueden discutir sus ideas, compartir sus experiencias relacionadas con la arquitectura, educación y vida en general. EASA fundamenta su actividad en reuniones que a lo largo del año se realizan en diferentes puntos de Europa, destacando EASA-summer assembly, INCM (Intermediate National Contacts Meeting) y los SESAM (Small European Students of Architecture Meeting) recibiendo una formación alternativa mediante talleres, exposiciones itinerantes, conferencias, publicaciones y una eficiente comunicación a nivel internacional.

## Miembros y graduados destacados
Desde su fundación la escuela tuvo entre sus docentes a reconocidos profesionales en el campo de la arquitectura. Inicialmente fueron extranjeros como Ricardo de Jaxa Malachowski, Enrique Bianchi, Paul Linder, Félix Gautherot, Bruno Paprocki, y Antonio San Cristóbal; o peruanos formados en el exterior como Héctor Velarde, Rafael Marquina y Fernando Belaúnde.
| - Ernesto Aramburú Menchaca - Juvenal Baracco Barrios - Fernando Belaúnde Terry - Enrique Bianchi - Enrique Ciriani - Adolfo Córdova Valdivia - Miguel Cruchaga Belaunde - José García Bryce | - Juan Gúnther Doering - Emilio Harth-Terré - Humberto Lay Sun - Ricardo de Jaxa Malachowski - Ricardo J. Malachowski Benavides - Rafael Marquina - Luis Miró Quesada Garland - Carlos Pestana Zevallos | - Antonio San Cristóbal - Enrique Seoane Ros - Javier Sota Nadal - Rodo Tisnado - Héctor Velarde - Walter Weberhofer - Carlos Williams León |

## Rankings
De acuerdo a América Economía, desde 2010 hasta la fecha, la FAUA-UNI se ha mantenido dentro del Top 3 de las facultades de arquitectura más importantes del Perú.
| Universidad | 2010 | 2011 | 2012 | 2013 | 2014 | 2015 | 2016 | 2017 | 2018 | 2019 |
| ----------- | ---- | ---- | ---- | ---- | ---- | ---- | ---- | ---- | ---- | ---- |
| PUCP        | 3    | 4    | 3    | 1    | 1    | 1    | 1    | 1    | 1    | 1    |
| UPC         | 4    | 3    | 4    | 4    | 3    | 3    | 3    | 3    | 3    | 2    |
| UNI         | 2    | 2    | 2    | 3    | *    | 2    | 2    | 2    | 2    | 3    |
| USIL        |      |      |      |      | 4    | 4    | 5    | 4    | 4    | 4    |
| UCS         |      |      |      |      |      |      |      | 5    | 5    | 5    |
| UL          | 5    |      |      | 2    | 2    | *    | *    | *    | *    | *    |
| URP         | 1    | 1    | 1    | *    | 5    | 5    |      |      |      |      |
| USMP        |      | 5    | 5    | 4    | *    | *    | 4    | *    | *    | *    |

(*) Universidades que no participaron del Ranking. Las celdas vacías son puestos por debajo del quinto lugar.